# FC Seoul
Der FC Seoul ist ein Fußballfranchise aus Seoul, Südkorea. Aktuell spielt das Franchise in der K League 1, der höchsten Spielklasse Südkoreas.

## Geschichte

### Gründung und die ersten Jahre
Das Franchise wurde am 18. August als neuer Verein angekündigt und am 22. Dezember 1983 offiziell gegründet. Es nahm ab 1984 mit Unterstützung der LG Group unter dem Namen Lucky-Goldstar Hwangso an der K-League teil. Die Saison 1984 verlief nicht so gut wie erwartet. Man erreichte nur den vorletzten Tabellenplatz in der K League. Die zweite Saison des Franchise verlief deutlich besser, da man zum ersten Mal in der Geschichte des Vereins K-League-Meister wurde. Piyapong Piew-on war der Topstürmer des Franchise.

### Umzug nach Seoul und danach nach Anyang (1990–2003)
1990 zog das Franchise in das umgebaute Seoul Dongdaemun Stadium und feierte dort im selben Jahr den zweiten Erfolg in der südkoreanischen Meisterschaft. Um seine Zugehörigkeit zur LG Group zu zeigen, erfolgte 1991 die Umbenennung in LG Cheetahs. Nach einigen Saisons in Seoul fokussierte man sich auf einen Umzug des Vereins. Die K League entschied sich dazu, die Vereine mehr in der Region verwurzeln zu wollen. Daher entschied sich das Franchise, nach Anyang in das Anyang-Stadion umzuziehen. Das Franchise benannte sich daher auch in Anyang LG Cheetahs um. In den darauffolgenden Jahren entstand eine große Fanbasis, durch die das Supermatch mit Suwon Samsung Bluewings entstand. Diese Rivalität mit Suwon wurde durch die Firmen LG Group (die die Anyang LG Cheetahs besaß) und Samsung Group (die die Bluewings besaß) weiter verstärkt. Das Franchise konnte 2000 dank des Stürmers Choi Yong-soo seinen dritten Meistertitel gewinnen.

### Umzug nach Seoul und Umbenennung zu FC Seoul (2004–2006)
Für die Fußball-Weltmeisterschaft 2002 wurden zehn brandneue Stadien, die für die WM vorgesehen waren, fertiggestellt. Nach der Weltmeisterschaft unterstützte die Korea Football Association den Umzug der Vereine in die neuen Stadien. Die Stadtregierung von Seoul und der Fußballverband KFA entschieden, einen neuen Verein für das Seoul World Cup Stadium zu gründen, da die Stadt die Kosten für das Stadion nicht allein tragen wollte. Nach großen Diskussionen zwischen den koreanischen Fußballfans und der KFA schlug eine Neugründung eines Vereins für das Stadion fehl. Das Franchise aus Anyang entschied sich daher, in das World Cup Stadion umzuziehen. Der Umzug wurde trotz heftiger Proteste der Fans durchgeführt. Nachdem das Franchise umgezogen war, wurde der Verein in FC Seoul umbenannt.

### Şenol-Güneş-Ära (2007–2009)
Das Franchise gab bekannt, dass Şenol Güneş am 8. Dezember 2006 einen Dreijahresvertrag unterschrieben hatte. Die erste Saison verlief durchwachsen. Man erreichte am Ende der Saison nur Platz 7. 2008 gab der Verein die Verpflichtung des montenegrinischen Stürmers Dejan Damjanović bekannt. Damjanović ist der beste ausländische Stürmer in der K-League-Geschichte. In der Saison 2008 musste das Franchise sich knapp dem Erzrivalen Suwon Bluewings geschlagen geben und sich mit den 2. Platz begnügen. Der Verein konnte sich dennoch für die AFC Champions League 2009 qualifizieren. Der FC Seoul konnte die Saison 2009 mit dem 5. Platz beenden. Şenol Güneş’ Ära endete am 25. November 2009, als er zu Trabzonspor wechselte.

### Nelo-Vingada-Jahr (2010)
Am 14. Dezember 2009 gab der FC Seoul bekannt, Nelo Vingada als neuen Cheftrainer verpflichtet zu haben. Er unterschrieb einen Einjahresvertrag. Unter Vingada als Cheftrainer gewann der FC Seoul die K League und den Korean League Cup 2010. Das Franchise gewann unter seiner Führung 20-mal, spielte zweimal Unentschieden und verlor sechsmal. Seoul stellte in dieser Saison den Rekord für die höchste Zuschauerzahl von 60.747 (gegen Seongnam Ilhwa Chunma) in der Geschichte des südkoreanischen Fußballs auf. Des Weiteren stellten sie den höchsten Zuschauerschnitt von 32.576 Zuschauern pro Spiel in dieser Saison als neuen Rekord im südkoreanischen Fußball auf. Sie stellten auch in den Meisterschaftsspielen einen neuen Rekord auf. Im Finale gegen Jeju United waren 56.769 Zuschauer im Stadion. Am 13. Dezember 2010 wollte das Franchise den Einjahresvertrag Vingadas verlängern, aber beide Seiten konnten sich nicht einigen, weshalb der Vertrag auslief und Vingada nach Portugal zurückging.

### Choi-Yong-soo-Arä (2011–2016)
Der FC Seoul verpflichtete die FC-Seoul-Legenden Choi Yong-soo und Hwangbo Kwan. Unter ihrer Führung landete man in der Saison 2011 auf dem 5. Platz. Ab 2012 war Choi Yong-soo alleiniger Cheftrainer des Vereins. Unter seiner Führung wurde der Verein 2012 wieder südkoreanischer Meister und sicherte sich die Teilnahme an der AFC Champions League 2013. Der ehemalige Bundesligaspieler und Sohn der Fußballlegende Cha Bum-kun, Cha Du-ri, wechselte zum Ende seiner Karriere wieder in seine Heimat zurück und unterstützte fortan den FC Seoul. 2013 erreichte das Franchise das Finale der AFC Champions League, musste sich aber Guangzhou Evergrande geschlagen geben. 2014 erreichte man das Finale des Korean FA Cups, verlor allerdings im Elfmeterschießen gegen den Seongnam FC. Ein Jahr später gewann der FC Seoul das Finale der Korean FA Cup 2015 gegen Incheon United mit 3:1. Die Saison 2016 verlief besser. Zwischenzeitlich war man unter Choi Erster in der nationalen Liga. Am 22. Juni 2016 hatte er sein letztes Spiel für das Franchise gegen Ansan Mugunghwa FC im Korean FA Cup 2016, bevor er zu Jiangsu Suning wechselte.

### Hwang-Sun-hong-Ära (2016–2018)
Unter dem neuen Trainer Hwang Sun-hong verlor der FC Seoul die ersten drei Spiele, ehe die Mannschaft wieder gewann. Im Pokal gewann man im Viertelfinale gegen die Jeonnam Dragons und zog somit in die nächste Runde ein. In der Liga konnte der FC Seoul den Rückstand auf Jeonbuk Hyundai Motors bis zum 30. Spieltag zunächst nicht aufholen. Da der Fußballverband Jeonbuk wegen Korruption neun Punkte abzog, hatte Seoul nur noch einen Rückstand von fünf Punkten, den man bis zum 33. Spieltag auf drei Punkte verkürzen konnte. In der Meisterschaftsrunde konnte Seoul vor dem letzten Spieltag mit Jeonbuk gleichziehen, somit spielten beide Vereine beim direkten Aufeinandertreffen am letzten Spieltag in Jeonju um die Meisterschaft. Seoul brauchte aufgrund der schlechteren Tordifferenz einen Sieg, Jeonbuk benötigte lediglich ein Unentschieden. Dank Park Chu-young gewann der FC Seoul in Jeonju mit 1:0 und wurde somit erstmals seit 2012 wieder Meister. Auch im Pokal lief es gut. Im Halbfinale gewann man gegen den Bucheon FC 1995. Im Finale traf Seoul auf den Erzrivalen Suwon Samsung Bluewings. Nach einer 1:2-Niederlage im Hinspiel lag Seoul im Rückspiel nach 120 Minuten mit 2:1 in Führung, verlor aber das Elfmeterschießen, wodurch die Titelverteidigung knapp scheiterte. 2017 verlief die Pokalsaison nicht sehr gut. Im Korean FA Cup 2017 traf man auf den FC Anyang und gewann mit 2:0, scheiterte aber überraschend im Viertelfinale zu Hause nach Elfmeterschießen an Busan IPark. Nach einem enttäuschenden Saisonstart in die Saison 2018 trat Hwang Sun-hong schließlich am 30. April 2018 zurück.

### Relegation und  Neuorientierung (2018–jetzt)
Nach dem schwachen Saisonstart übernahm Lee Eul-Yong den Verein, konnte dem Team aber nicht den entscheidenden Impuls geben. Im November 2018 übernahm deshalb ein alter Bekannter und zum ersten Mal ein Trainer, der bereits vorher den FC Seoul trainierte: Choi Yong-soo. Der Verein schloss die reguläre Saison auf dem 11. Tabellenplatz ab und musste damit zum ersten Mal in seiner Geschichte in die Relegation. Dort trafen die Seouler auf Busan IPark und konnten nach einem 3:1 im Hinspiel in Busan mit einem 1:1 im Rückspiel zuhause den Klassenerhalt sichern.
In der Saison 2019 fand Seoul zu alter Stärke zurück und schloss die Saison auf dem dritten Tabellenplatz ab. Somit sicherte sich das Team einen Platz in der Qualifikationsrunde zur AFC Champions League 2020.

## Saisonplatzierung
| Saison | Liga             | Kl. | Platz | Tore  | Punkte |
| ------ | ---------------- | --- | ----- | ----- | ------ |
| 1984   | K League         | 1   | 7.    | 38:45 | 33     |
| 1985   | K League         | 1   | 1.    | 35:19 | 27     |
| 1986   | K League         | 1   | 2.    | 28:17 | 27     |
| 1987   | K League         | 1   | 5.    | 26:55 | 21     |
| 1988   | K League         | 1   | 4.    | 22:29 | 23     |
| 1989   | K League         | 1   | 2.    | 53:40 | 47     |
| 1990   | K League         | 1   | 1.    | 40:25 | 39     |
| 1991   | K League         | 1   | 6.    | 44:53 | 33     |
| 1992   | K League         | 1   | 4.    | 30:35 | 29     |
| 1993   | K League         | 1   | 2.    | 28:29 | 59     |
| 1994   | K League         | 1   | 5.    | 53:50 | 43     |
| 1995   | K League         | 1   | 8.    | 29:43 | 25     |
| 1996   | K League         | 1   | 9.    | 44:56 | 32     |
| 1997   | K League         | 1   | 9.    | 15:27 | 11     |
| 1998   | K League         | 1   | 8.    | 28:28 | 23     |
| 1999   | K League         | 1   | 9.    | 38:52 | 24     |
| 2000   | K League         | 1   | 1.    | 46:25 | 53     |
| 2001   | K League         | 1   | 2.    | 30:23 | 43     |
| 2002   | K League         | 1   | 4.    | 37:30 | 40     |
| 2003   | K League         | 1   | 8.    | 69:68 | 56     |
| 2004   | K League         | 1   | 5.    | 20:17 | 33     |
| 2005   | K League         | 1   | 7.    | 37:32 | 32     |
| 2006   | K League         | 1   | 4.    | 20:17 | 33     |
| 2007   | K League         | 1   | 7.    | 23:16 | 37     |
| 2008   | K League         | 1   | 2.    | 44:25 | 54     |
| 2009   | K League         | 1   | 5.    | 47:27 | 53     |
| 2010   | K League         | 1   | 1.    | 58:26 | 62     |
| 2011   | K League         | 1   | 5.    | 56:38 | 55     |
| 2012   | K League         | 1   | 1.    | 76:42 | 96     |
| 2013   | K League Classic | 1   | 4.    | 59:46 | 62     |
| 2014   | K League Classic | 1   | 3.    | 42:28 | 58     |
| 2015   | K League Classic | 1   | 4.    | 52:44 | 62     |
| 2016   | K League Classic | 1   | 1.    | 61:46 | 70     |
| 2017   | K League Classic | 1   | 5.    | 56:42 | 61     |
| 2018   | K League Classic | 1   | 11.   | 40:48 | 40     |
| 2019   | K League 1       | 1   | 3.    | 53:49 | 56     |
| 2020   | K League 1       | 1   | 9.    | 23:44 | 29     |
| 2021   | K League 1       | 1   | 7.    | 46:46 | 47     |
| 2022   | K League 1       | 1   | 9.    | 43:47 | 46     |
| 2023   | K League 1       | 1   | 7.    | 63:49 | 55     |
| 2024   | K League 1       | 1   | 4.    | 55:42 | 58     |

## Vereinskultur

### FC Seoul-Ultras
Der FC Seoul hat dank seiner langen Vereinsgeschichte eine große Fanbasis. Des Weiteren haben sie Fans aus den unterschiedlichsten Vereinsvorgängern, so z. B. haben sie Fans von den ehemaligen Vereinen Lucky-Goldstar, LG Cheetahs und Anyang LG Cheetahs. Die Spielernummer 12 ist nur für die Fans des Vereins vorgesehen. Die Ultras des Vereins nennen sich „Suhoshin“ (Wächter der Gottheit) und sind ein Zusammenschluss mehrerer Ultras-Gruppierungen. Sie wurde im April 2004 gegründet. Unter anderem sind die Gruppen West Story und Seoulobba in der Suhoshin organisiert. Auch eine Expart-Community hat sich zu einer der Suhoshin untergeordneten Fangruppierung unter dem Namen Diablos Blancos zusammengeschlossen.

### Bedeutung des Vereins für Südkorea
In der Nachwuchsakademie des Vereins wurden viele Spieler geformt, die heute in den europäischen Top-Fußballligen spielen. Der FC Seoul ist der beliebteste Fußballverein in Südkorea und genießt dort großes Ansehen unter den Fußballfans der koreanischen Fußballliga. Der Verein zählt zu den finanzstärksten Vereinen der K League und hat fast immer die höchsten Zuschauerzahlen in der K League.

### V-Girls und V-Boys
Die Cheerleader des Vereins nennen sich V-Girls und V-Boys. Das V steht hier für Victory (Sieg).

### Maskottchen
Der Verein hat ein Maskottchen namens SSID. SSID steht für Stands for Seoul & Sun In Dream (Zu Seoul stehen & in Träumen sonnen).

### Fanrivalitäten
Der FC Seoul hat eine Fanrivalität mit den Fans von Suwon Samsung Bluewings. Ihr Derby wird auch als „Super Match“ bezeichnet. Weitere Rivalen von Seoul sind der Seongnam FC, Incheon United und Jeonbuk Hyundai Motors.

## Stadion
Das Franchise trägt seine Heimspiele im Seoul World Cup Stadium aus. Es wurde für die Fußball-Weltmeisterschaft 2002 errichtet und hat eine Kapazität von 66.704 Zuschauern. Seit dem 11. August 2019 wird dort eine Nebelkühlung verwendet, um die Temperatur im Sommer für die Fans angenehmer zu machen.
Internationales Aufsehen erregte der FC Seoul, nachdem er bei einem Geisterspiel Sexpuppen als Fans auf die Tribüne setzte. Daraufhin wurde der Verein vom Verband zu einer Geldstrafe von 100 Millionen Won (ca. 75.000 €) verurteilt. Der Klub entschuldigte sich bei den Fans dafür.

## Erfolge

### National
- K League Classic

Meister: 1985, 1990, 2000, 2010, 2012, 2016
Vizemeister: 1986, 1989, 1993, 2001, 2008
- FA Cup

Gewinner: 1998, 2015
Finalist: 2014, 2016
- Ligapokal

Gewinner: 2006, 2010
Finalist: 1992, 1994, 1999, 2007
- Super Cup

Gewinner: 2001
Finalist: 1999

### International
- AFC Champions League

Finalist: 2001/2002, 2013

## Mannschaften

### Die 1. Mannschaft 2024
Stand: Februar 2024

Die 1. Mannschaft spielt aktuell in der höchsten südkoreanischen Fußballliga. Das Franchise ist noch nie in der Geschichte der K League Classic abgestiegen. Folgende Spieler spielen für die 1. Mannschaft.
| Nr.        | Spieler                | Nat.      | Letzter Verein          | Seit |
| Torhüter   |                        |           |                         |      |
| 01         | Baek Jong-bum          | Korea Sud | eigene Jugend           | 2019 |
| 018        | Hwang Seong-min        | Korea Sud | Gyeongnam FC            | 2022 |
| 021        | Choi Cheol-won         | Korea Sud | Bucheon FC 1995         | 2022 |
| 099        | Seo Ju-hwan            | Korea Sud | Ulsan HD FC             | 2022 |
| Abwehr     |                        |           |                         |      |
| 02         | Hwang Hyun-soo         | Korea Sud | eigene Jugend           | 2014 |
| 03         | Kwon Wan-kyu           | Korea Sud | Seongnam FC             | 2023 |
| 014        | Rebin Sulaka           | Irak      | IF Brommapojkarna       | 2024 |
| 016        | Jun Choi               | Korea Sud | Busan IPark             | 2024 |
| 017        | Kim Jin-ya             | Korea Sud | Incheon United          | 2019 |
| 020        | Kim Hyeon-deok         | Korea Sud | Boin High School        | 2023 |
| 022        | Lee Shi-yeong          | Korea Sud | Seongnam FC             | 2023 |
| 024        | Cho Young-kwang        | Korea Sud | Boin High School        | 2023 |
| 030        | Kim Ju-sung            | Korea Sud | eigene Jugend           | 2019 |
| 033        | Bae Hyun-seo           | Korea Sud | eigene Jugend           | 2024 |
| 036        | Ahn Jae-min            | Korea Sud | Dongguk University      | 2023 |
| 040        | Park Seong-hun         | Korea Sud | eigene Jugend           | 2022 |
| 044        | Ham Sun-woo            | Korea Sud | Shinpyeong High School  | 2024 |
| 073        | Choi Jun-yeong         | Korea Sud | eigene Jugend           | 2024 |
| 088        | Lee Tae-seok           | Korea Sud | eigene Jugend           | 2021 |
| Mittelfeld |                        |           |                         |      |
| 06         | Ki Sung-yong           | Korea Sud | RCD Mallorca            | 2020 |
| 08         | Lee Seung-mo           | Korea Sud | Pohang Steelers         | 2023 |
| 010        | Jesse Lingard          | England   | Nottingham Forest       | 2024 |
| 023        | Her Dong-min           | Korea Sud | Chung-Ang University    | 2024 |
| 025        | Paik Sang-hoon         | Korea Sud | eigene Jugend           | 2021 |
| 026        | Aleksandar Paločević   | Serbien   | CD Nacional             | 2021 |
| 027        | Min Ji-hoon            | Korea Sud | eigene Jugend           | 2024 |
| 029        | Ryu Jae-moon           | Korea Sud | Jeonbuk Hyundai Motors  | 2024 |
| 041        | Hwang Do-yoon          | Korea Sud | Korea University        | 2023 |
| 042        | Park Jang Hang-yeol    | Korea Sud | Boin High School        | 2022 |
| 066        | Han Seung-gyu          | Korea Sud | Jeonbuk Hyundai Motors  | 2022 |
| Sturm      |                        |           |                         |      |
| 07         | Lim Sang-hyub          | Korea Sud | Pohang Steelers         | 2023 |
| 09         | Kim Shin-jin           | Korea Sud | Sun Moon University     | 2022 |
| 011        | Kang Seong-jin         | Korea Sud | eigene Jugend           | 2021 |
| 019        | Kim Kyeong-min         | Korea Sud | eigene Jugend           | 2020 |
| 028        | Son Seung-beom         | Korea Sud | eigen Jugend            | 2023 |
| 032        | Cho Young-wook         | Korea Sud | Korea University        | 2018 |
| 037        | Jung Han-min           | Korea Sud | eigene Jugend           | 2020 |
| 047        | Kwon Sung-yun          | Korea Sud | eigene Jugend           | 2020 |
| 050        | Park Dong-jin          | Korea Sud | Gwangju FC              | 2018 |
| 077        | Lee Seung-joon         | Korea Sud | eigene Jugend           | 2023 |
| 090        | Stanislaw Iljutschenko | Russland  | Jeonbuk Hyundai Motors  | 2022 |
| 094        | Willyan                | Brasilien | Daejeon Hana Citizen FC | 2024 |
|            | Hosam Aiesh            | Syrien    | IFK Göteborg            | 2023 |

## Trikot-Geschichte

### Erstes Trikot
| 1984    | 1985    | 1986           | 1987         | 1988    | 1989    | 1990 | 1991–1993 |
| 1994    | 1995–96 | 1997 – Juli 99 | Juli 1999–01 | 2002    | 2003    | 2004 | 2005–06   |
| 2007–08 | 2009    | 2010–11        | 2012–13      | 2014–15 | 2016–17 |      |           |

### Zweites Trikot
| 1984      | 1986    | 1985    | 1986 | 1987    | 1988           | 1989         | 1990      |
| 1991      | 1992    | 1993    | 1994 | 1995–96 | 1997 – Juli 99 | Juli 1999–01 | 2002–03   |
| 2004      | 2005–06 | 2007–08 | 2009 | 2010–11 | 2012–13        | 2014         | 2015–2016 |
| 2017–2018 |         |         |      |         |                |              |           |

### Drittes Trikot
| 1984 | 1985 | 2016 |

## Trainerhistorie
| - Park Se-hak (1984–1987) - Ko Jae-wook (1988–1993) - Cho Young-jeung (1994–1996) - Park Byung-joo (1997–1998) - Cho Kwang-rae (1999–2004) - Lee Jang-soo (2005–2006) - Şenol Güneş (2007–2009) - Nelo Vingada (2010) - Hwangbo Kwan (2011) - Choi Yong-soo (2011–2016) - Hwang Sun-hong (2016–2018) - Lee Eul-yong (2018) - Choi Yong-soo (2018–2020) - Kim Ho-young (2020) - Park Hyuk-soon (2020) - Lee Won-june (2020) - Park Jin-sub (2020–2021) - An Ik-soo (2021-) |

## Ehemalige bekannte Spieler
- Seo Jung-won (1992–1995, 1996–1997)
- Choi Yong-soo (1994–2000, 2006)
- Lee Young-pyo (2000–2002)
- Lee Chung-yong (2003–2004) Jugend, (2004–2009) Spieler,
- Park Chu-young (2005–2008, 2015–)
- Ki Sung-yong (2006–2009)
- Dejan Damjanović (2008–2013, 2016–2018)